# La cripta e l'incubo
La cripta e l’incubo és una pel·lícula de terror italo-espanyola de 1964 dirigida per Camillo Mastrocinque. La pel·lícula està basada en la novel·la de 1872 Carmilla de Sheridan Le Fanu.

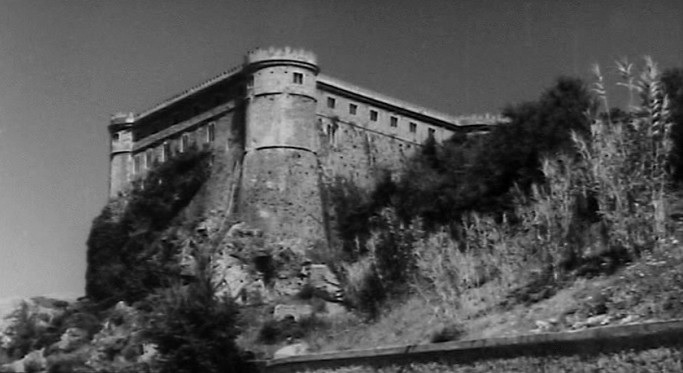
Castell de Balsorano, localització de la pel·lícula

## Sinopsi
El comte Ludwig i la seva filla Laura viuen a l'antic castell de Karnstein, presa de constants malsons. Per dissipar la sospita que un avantpassat dels Karnstein es va reencarnar en la seva filla, el comte crida al castell un jove erudit, Klauss, per descobrir els motius que fan que en el malson de Laura mori una de les persones que ella somia. Klauss llegeix pergamins antics i sembla haver trobat un rastre; però just quan està a punt d'esbrinar el misteri, el comte Ludwig li prohibeix continuar.
La detenció dels escorcolls provoca una sèrie de crims: primer el d'un vell contacontes després el d'una jove cambrera, seguit de la vella infermera de la Laura. En aquest punt, cada reserva del conte cau. Klauss reprèn febril la seva investigació i el misteri es revela.

## Repartiment
- Christopher Lee: Comte Ludwig Von Karnstein
- Adriana Ambesi: Laura Karnstein
- Ursula Davis: Ljuba
- José Campos: Friedrich Klauss
- Vera Valmont: Annette
- Angel Midlin: Rodamón
- Nela Conjiu: Rowena
- José Villasante: Cedric
- Bill Curtis: un home
- James Brighton: un home
- Carla Calò: la mare de Ljuba

## Producció
És la tercera adaptació de la novel·la, després de Vampyr de Carl Theodor Dreyer i Et mourir de plaisir de Roger Vadim. Segons Tonino Valerii, el guió es va escriure en tres dies, mentre que Ernesto Gastaldi va afirmar que va ser escrit en 24 hores. Gastaldi també ha afirmat que va mentir a un productor dient que tenien un guió preparat, i després va tornar a casa per escriure el guió per tornar al productor l'endemà. El títol original del guió es titulava La maledizione dei Karnstein.
La pel·lícula anava a ser dirigida originalment per Antonio Margheriti. A causa d'altres compromisos, la pel·lícula va ser cedida a Camillo Mastrocinque per dirigir-la. Mastrocinque era més conegut per les seves pel·lícules de comèdia, i va ser suggerit per l'agent Liliana Biancini per ajudar a trobar el nou treball del director. Tonino Valerii també va ser l'assistent de direcció al plató, i més tard va afirmar que va rodar personalment diverses escenes de la pel·lícula.

## Estrena
Es va estrenar a Itàlia el 27 de maig de 1964 on va ser distribuïda per MEC. Va recaptar un total de 69,541 milions de lires italianes. Va ser llançat directament a la televisió als Estats Units per AIP-TV com a Crypt of the Vampire. Es va estrenar a les sales de cinema al Regne Unit com a Crypt of Horror.
La pel·lícula es va estrenar en DVD el 2012 per Retromedia/Image als Estats Units on conserva el títol Crypt of the Vampire, mentre que els crèdits de la pel·lícula l'anomenen Terror in the Crypt.

## Recepció
En una ressenya contemporània, un crític anònim del Monthly Film Bulletin va descriure la pel·lícula com "de vegades bastant atmosfèrica" i amb un "clímax efectiu". La ressenya va concloure que la resta de la pel·lícula era "lenta i estàtica, actuada i dirigida amb indiferència, i mal doblada".